# Bucak, Karaisalı
Bucak là một xã thuộc huyện Karaisalı, tỉnh Adana, Thổ Nhĩ Kỳ. Dân số thời điểm năm 2009 là 352 người.